# La cieca di Sorrento (film 1934)
La cieca di Sorrento è un film del 1934 diretto da Nunzio Malasomma, tratto dall'omonimo romanzo di Francesco Mastriani.

## Trama
Soggetto tratto direttamente dal romanzo omonimo di Francesco Mastriani, è la drammatica storia di Beatrice, divenuta cieca in una spaventosa notte durante la quale assiste all'uccisione della madre da parte di un ladro, Ernesto Basileo, scrivano del notaio.
Durante il successivo processo, basandosi su falsi indizi il Tribunale riconosce colpevole Ferdinando Baldieri, del tutto estraneo al delitto, condannandolo alla pena capitale. Il figlio di Baldieri, Carlo, dopo essere fuggito e divenuto medico di fama, torna in città, dove incontra Beatrice, che nel frattempo è diventata una bella ragazza: la cura, la guarisce dalla cecità, e i due giovani si sposano.
Successivamente la condanna di Ferdinando Baldieri viene riesaminata dal Tribunale e finalmente si scopre la verità sulla drammatica notte.

## Distribuzione
La pellicola venne distribuita nel circuito cinematografico italiano il 30 aprile del 1934.

## Curiosità
Il film segnò il debutto cinematografico della piccola Miranda Bonansea, doppiatrice abituale di Shirley Temple negli anni trenta e quaranta, che in quel periodo fu infatti soprannominata la Shirley Temple italiana.

## La critica
Dino Falconi su Il Popolo d'Italia del 20 settembre 1934: "Spettacolo decoroso e interessante. Il suo principale difetto è quello di ricordare assai da vicino i film d'una quindicina d'anni fa, nessuna trovata tecnica, nessuna audacia dell'obiettivo, nessuno scorcio della sceneggiatura".